# Fusil Comblain
El Comblain fue un fusil belga monotiro de cerrojo levadizo que disparaba cartuchos on vaina metálica y cañón con ánima rayada, diseñado en Lieja por Hubert-Joseph Comblain y producido en diversas variantes por varias factorías belgas. Existieron versiones para la infantería, caballería, con y sin soporte para bayoneta. También fue construido para la caza. Fue utilizado por los ejércitos de Bélgica, Brasil, Chile, Grecia y Perú. Su diseño comenzó a fines de la década de 1860 y se utilizó en algunos de los citados ejércitos hasta la Primera Guerra Mundial.

## Descripción

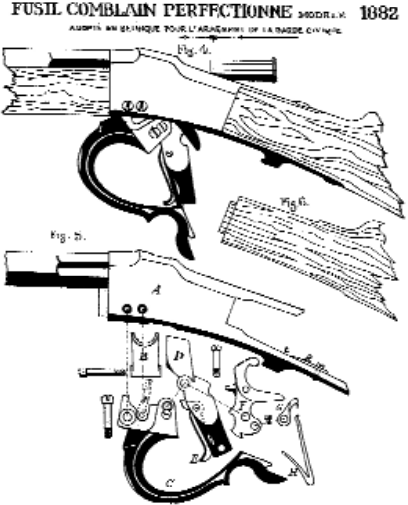
A Cajón de mecanismos, B Extractor, C Guardamonte, D Cerrojo, E Gatillo, F Percutor, G Retén del gatillo, H Resorte del gatillo.

En 1871, W. W. Greener escribió en Modern beechloaders: sporting and military (página 214):
Este fusil es llamado No.2, para distinguirlo del primer Comblain, que es una modificación del sistema Snider. El Comblain No.2 tiene el cerrojo levadizo y el guardamonte-palanca del fusil Sharp; pero el mecanismo para percutir el cartucho es distinto.
El mecanismo del cerrojo está fijado en los entalles de la recámara, el cual consiste en el usual muelle que acciona un martillo mediante una palanca. El martillo y el percutor están hechos a partir de una sola pieza; la barra de transferencia y el gatillo también están hechos a partir de una sola pieza. Al bajar la palanca, el cerrojo es bajado, se extrae el casquillo y el fusil es amartillado. Se introduce un nuevo cartucho, se sube la palanca y el fusil está listo para disparar.
El tornillo de la bisagra puede retirarse sin la ayuda de un desarmador, lo cual permite retirar la recámara y el cerrojo para fines de limpieza.
La disposición de la recámara es fuerte y sencilla. Es empleado por los voluntarios belgas y ha sido severamente probado tanto en Lieja como en Wimbledon.

## Variantes
La segunda mitad del siglo XIX fue una de rápidos progresos en la tecnología, (pólvora, metalurgia, diseño) y las empresas que fabricanban armas adaptaban fácilmente su oferta a la demanda, por lo que se crearon variantes de las que hoy día solo se pueden rastrear difícilmente los datos originales. En "Rifles of the World", John Walter menciona cuatro firmas belgas que fabricaron fusiles del modelo Comblain: Ancion & Co.; Auguste Francotte; Cresse Laloux & Co.; Pirlot Fréssart & Co. Estas empresas producían con un número de serie común, el SSN, Syndicate Serial Number y son referidas como Petit Syndicate. J. Greenville K. menciona otras dos más: Ed Malherbe y Beuret Freres.: 20 
H. Comblain ofreció su fusil en Inglaterra bajo el nombre Reilly-Comblain o Comblain I pero fue rechazado por la oficina de pruebas de los arsenales ingleses.: 8 
Posteriormente patentó su invento en Bélgica (1868) y en Inglaterra (1869), ambas fueron concedidas para lo que se llama el Comblain II y a nombre de los inventores H. Comblain y L. Lambin.: 8 
Algunas variantes conocidas del famoso Comblain descritas por John Walter son:
| Modelo   | Nombre                                          | Fecha de adopción   | Fabricante                                   | Munición    | Calibre | Peso (kg) | Largo (m) | Extras                                           |
| -------- | ----------------------------------------------- | ------------------- | -------------------------------------------- | ----------- | ------- | --------- | --------- | ------------------------------------------------ |
| M1870    | Carabine de la guarde Civique Mle 1870          | 26 de marzo de 1870 | Petit Syndicate                              | 11,4 x 50 R | 11,4 mm | 4,46      | 1,07      | con bayoneta M1868                               |
| M1882    | Fusil d'Infanterie de la Garde Civique Mle 1882 |                     |                                              |             |         |           |           |                                                  |
| M1870    | Mousqueton Mle 1871                             | 15 de julio de 1871 | Petit Syndicate                              |             |         |           |           | para caballería, sin bayoneta, 7.500 unidades    |
| M1871/73 | fusil corto                                     |                     |                                              |             |         |           |           | Algunos reformados para portar la bayoneta M1867 |
| M1874    | Comblain brasileño                              |                     | (posiblemente) Auguste Francotte & Co, Lieja | 11,4 x 53 R | 11,4 mm | 4,65      | 1,20      | probablemente con bayoneta                       |

### Comblain peruano
En 1869 el gobierno de Perú envió a Europa a Francisco Bolognesi y Ernesto Castañón para informarse sobre la oferta y comprar armas más modernas para su ejército. Hechas las comparaciones de la oferta, realizaron una orden por 2.000 fusiles Comblain II de 11 mm a la compañía G. Mordant de Lieja. Sin embargo, a partir de los números de serie se puede deducir que los fusiles peruanos no fueron fabricados todos por esa empresa ni tampoco antes de 1871.: 10  A partir de 1872 los fusiles comenzaron a ser usados en Perú, cuyo gobierno, satisfecho con la calidad, envió a Castañón a Europa nuevamente, en junio de 1873, para ordenar más fusiles. Pero G. Mordant había muerto y el Petit Syndicat estaba colmado con la fabricación de 20.000 fusiles ordenados por Brasil y Chile, por lo que Castañón tuvo que ordenar otro tipo de fusiles.

### Comblain chileno
El año 1872, una misión encabezada por Emilio Sotomayor Baeza compró en Bélgica por orden del estado de Chile 4.000 fusiles Comblain II y el año siguiente compró 3.000 fusiles del mismo tipo.: 42–43 

### Comblain brasileño
Fue el vencedor de un concurso en el que se probaron doce modelos. Estaba basado en un modelo utilizado por la Guardia Cívica belga, aunque con notables diferencias. Tantas, que aunque lo construía un consorcio de fabricantes belgas se considera un modelo genuínamente brasileño. Tras adoptarse reglamentariamente en 1873, se detectaron algunos puntos mejorables, lo que dio lugar a modificaciones y variantes locales.
Poco antes de que venciera la patente de Comblain, el 31 de octubre de 1888, el gobierno de Brasil ordenó 10.000 fusiles a una empresa de Suhl, en aquel entonces del Reino de Prusia. Los fusiles llegaron a Brasil en 1889.: 89 . Continuaron como arma reglamentaria de la infantería del Imperio hasta 1892, cuando empezaron a ser reemplazados.